# Slag bij Verona (312)

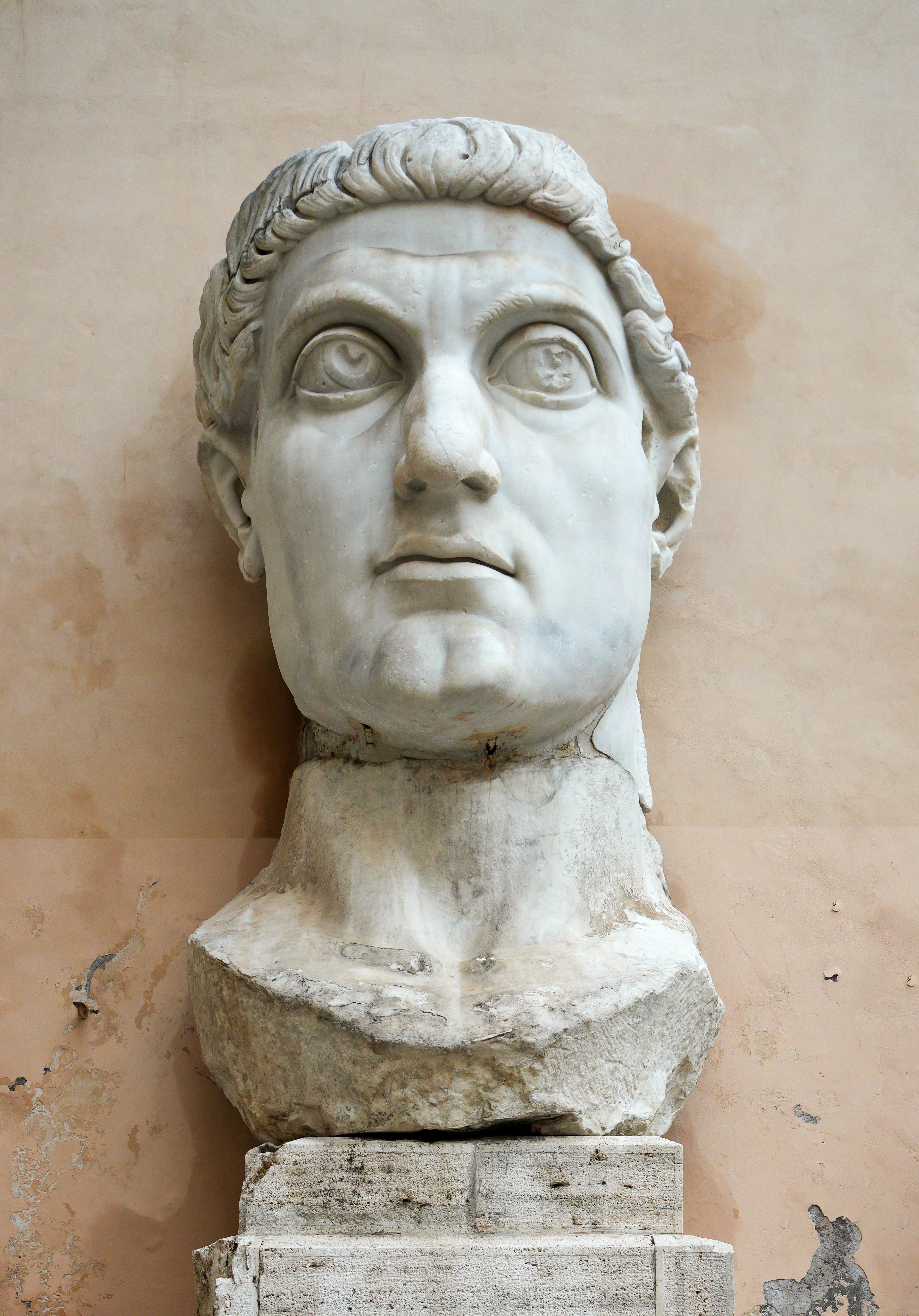
Hoofd van een groot standbeeld van Constantijn I, Musée du Capitole, Rome

De Slag bij Verona vond plaats in 312 tussen de legers van Constantijn I en Maxentius. Het leger van Maxentius werd verslagen.

## Voorspel
Begin 312 zag Constantijn kans Italië binnen te vallen om een einde te maken aan de usurpatie van Maxentius. Vanuit Gallië stak hij de Alpen over en viel het grondgebied van Maxentius binnen. Bij de stad Susa (Italië) in Noord-Italië ontmoette hij enige tegenstand toen deze stad weigerde haar poorten voor hem te openen. Na een kort beleg werd de stad ingenomen en in brand gestoken. De weg naar Italië lag nu voor hem open en kort daarna versloeg hij bij Turijn het leger dat Maxentius inderhaast naar het noorden had gezonden. Na de overwinning marcheerde Constantijn verder richting het zuiden.

## De veldslag
Spoedig kruiste een ander leger van Maxentius het pad van Constantijn. Bij Verona ontmoette Constantijn het tweede leger dat Maxentius op hem toe gezonden had en dat onder bevel stond van generaal Pompeianus. In de slag die erop volgde vond er een harde confrontatie plaats tussen beide legers. Generaal Pompeianus sneuvelde in het gevecht, en de slag werd door Constantijn gewonnen. Na deze overwinning viel de ene na de andere stad in zijn handen en zette hij met zijn leger koers naar de stad Rome, waar keizer Maxentius zich ophield.

## Bron
- Zosimus, Historia Nova

Oorlogen van de Romeinse Republiek
· Romeins-Etruskische Oorlogen
· Romeins-Aequische Oorlogen
· Latijnse Oorlog
· Romeins-Hernicische Oorlogen
· Romeins-Volscische Oorlogen
· Samnitische oorlogen (Eerste, Tweede, Derde)
· Pyrrhische Oorlog
· Punische oorlogen (Eerste, Tweede, Derde)
· Illyrische Oorlogen (Eerste, Tweede, Derde)
· Macedonische Oorlogen (Eerste, Tweede, Derde, Vierde)
· Romeins-Seleucidische Oorlog
· Aetolische Oorlog
· Galatische Oorlog
· Romeinse Verovering van Hispania (Eerste Celtiberische Oorlog, Lusitanische Oorlog, Numantische Oorlog, Sertorische Oorlog, Cantabrische Oorlogen)
· Achaeïsche Oorlog
· Oorlog tegen Jugurtha
· Cimbrische Oorlog
· Servilische Oorlogen (Eerste, Tweede, Derde)
· Bondgenotenoorlog
· Sulla's Burgeroorlogen (Eerste, Tweede)
· Mithridatische oorlogen (Eerste, Tweede, Derde)
· Gallische Oorlog
· Romeinse expedities naar Britannia
· Burgeroorlog tussen Pompeius en Caesar
· Einde van de Republiek (Slag bij Mutina, Burgeroorlog tegen Brutus en Cassius, Siciliaanse Opstand, Perusiaanse Oorlog, Burgeroorlog tussen Antonius en Octavianus)
Oorlogen van het Romeinse Keizerrijk
· Germaanse Oorlogen (Teutoburgerwoud, Marcomannenoorlog, Alemannische Oorlogen, Gotische Oorlog, Visigotische Oorlogen)
· Romeinse verovering van Britannia
· Boudicca
· Armenische Oorlog
· Vierkeizerjaar
· Joodse Oorlog
· Romeins-Parthische Oorlog
· Romeins-Perzische oorlogen
· Burgeroorlogen van de derde eeuw
. Gotische oorlog (376-382)
. Gotische opstand van Alarik I
. Gildonische opstand
. Gotische oorlog (402-403)
. Pictische oorlog van Stilicho
. Oorlog van Heraclianus
. Oorlog van Radegaisus
. Rijnoversteek
. Romeinse Burgeroorlog 427-429
· Val van het West-Romeinse Rijk